# جان وارنر
جان وارنر (به انگلیسی: John Warner) سناتور سابق عضو حزب جمهوری‌خواه ایالات متحده آمریکا بود. وی در سال ۱۹۷۹ تا ۲۰۰۹ میلادی سناتور ایالت ویرجینیا در سنای ایالات متحده آمریکا بود.